# フェアビュー・インターナショナル・スクール
フェアビュー・インターナショナル・スクールは、クアラルンプールに本部を置く国際バカロレア（IB）認定校である。グループ校として、マレーシアのスバン・ジャヤ、イポー、ペナン島、ジョホールバル、そしてイギリス・スコットランドのスターリングにもキャンパスがある。

## 概要
フェアビュー・インターナショナル・スクールは、マレーシアのクアラルンプールを本拠地とする私立のインターナショナル・スクールである。国際バカロレア認定機関として、5歳から10歳までの生徒を対象としたPYP（プライマリー・イヤー・プログラム）、11歳から17歳までの生徒を対象としたMYP（ミドル・イヤー・プログラム）、17歳から19歳までの生徒を対象としたDP（ディプロマ・プログラム）の3つのIBプログラムに基づく教育を提供している。
全キャンパスで3,000人以上が在籍し、生徒の国籍は55カ国を超える。
それぞれのキャンパスにおける国際バカロレアの対応状況は以下の通りである。
| キャンパス       | PYP | MYP | DP |
| ---------------- | --- | --- | -- |
| クアラルンプール | ○   | ○   | ○  |
| スバン・ジャヤ   | ○   | ○   | ×  |
| ペナン           | ○   | ○   | ○  |
| ジョホールバル   | ○   | ○   | ×  |
| イポー           | ○   | ○   | ×  |
| スコットランド   | ○   | ○   | ○  |

## 歴史
フェアビュー・インターナショナル・スクール（Fairview International School）は、1978年にクアラルンプールで設立された。子どもたちにより良い教育機会を提供したいと考えた一部の保護者や教育関係者によって創設された学校である。当初はイギリスの中等教育（日本では高等教育に相当）に準じた教育を実施していたが、2010年から国際バカロレア（IB）の3つのプログラム（PYP、MYP、DP）を提供する学校へと転換した。
その後、急速な成長を遂げ、2006年には2校目、2008年に3校目、2010年に4校目、2014年に5校目のキャンパスを開設した。2019年には6校目のキャンパスがイギリス・スコットランドのスターリング郊外のブリッジ・オブ・アラン地区に設置された。
2015年には大学に相当するユニバーシティ・カレッジ・フェアビューをマレーシアに開学し、教育学修士などの高等教育プログラムも提供している。2016年にはマレーシアのポート・ディクソンに野外教育施設を開設した。